# Sandro Resegotti
Alessandro „Sandro” Resegotti (ur. 25 stycznia 1966 w Mediolanie) – włoski szpadzista, dwukrotny medalista mistrzostw świata.
Na mistrzostwach świata juniorów w Budapeszcie w 1991 roku zdobył złoty medal w turnieju indywidualnym.
Podczas mistrzostw świata w Denver w 1989 roku Włosi w składzie: Sandro Cuomo, Angelo Mazzoni, Stefano Pantano i Sandro Resegotti zdobyli złoty medal w turnieju drużynowym. W tej samej konkurencji zdobył też złoty medal na mistrzostwach świata w Lyonie (1990).
Na igrzyskach olimpijskich w Barcelonie w 1992 roku był piąty w zawodach drużynowych. Był to jego jedyny start olimpijski.